# Peñón de Vélez de la Gomera
Peñón de Vélez de la Gomera (Arabisch: Djazirat Ghomara of Hajar Badis) is een van de Spaanse exclaves in Noord-Afrika, voor de kust van Marokko, die worden aangeduid met de term plazas de soberanía, samen met de kustenclaves Ceuta en Melilla, het eiland Peñón de Alhucemas, de Islas Chafarinas en het rotseiland Isla Perejil.
Velez is de Spaanse vorm van Badis, een Berbers dorpje gelegen aan de Marokkaanse kust, recht tegenover het eiland. Gomera verwijst naar de Ghomaraberbers van de regio. Peñón de Vélez de la Gomera is 117 km ten zuidoosten van Ceuta gelegen. Het was ooit een eiland, maar in 1934 werd in een zware storm een enorme hoeveelheid zand opgestuwd in het korte kanaal tussen het eiland en het Afrikaanse continent, waardoor het kanaal werd omgevormd tot een tombolo en het eiland een schiereiland werd, dat sedertdien door een zandige landengte van 85 meter met Marokko is verbonden. Daardoor is het de kortste landsgrens ter wereld. Het heeft een oppervlakte van 1,9 hectare en een maximale hoogte van 87 meter boven zeeniveau.

## Geschiedenis
Het werd op 23 juli 1508 door de Spanjaarden op een groep piraten veroverd en is sinds 1564 onder permanente Spaanse controle. Het werd, net zoals Ceuta en Melilla, niet aan Marokko overgedragen bij de beëindiging van het Spaanse protectoraat over het noorden van dat land, aangezien Spanje er reeds voor de aanvang van dat protectoraat de soevereiniteit over uitoefende. Toch wordt het, net als de andere plazas de soberanía, door Marokko opgeëist.

## Bijzonderheden
Op de top van het schiereiland staat de Vuurtoren van Peñón de Vélez de la Gomera op 47m boven zeeniveau.

## Galerij

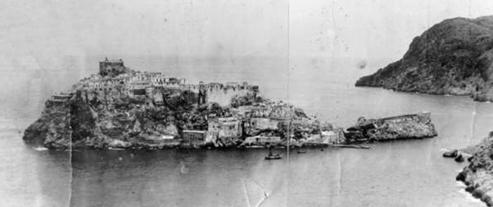
Peñón de Vélez de la Gomera in 1920 toen het nog een eiland was